# Argyreia pallida
Argyreia pallida är en vindeväxtart som beskrevs av Jacques Denys Denis Choisy. Argyreia pallida ingår i släktet Argyreia och familjen vindeväxter. Inga underarter finns listade i Catalogue of Life.